# Statistiche e record di Sara Errani
In questa pagina sono riportare le statistiche realizzate da Sara Errani durante la sua carriera tennistica.

## Statistiche WTA

### Singolare

#### Vittorie (9)
| Legenda              | Legenda               | Legenda      |
| -------------------- | --------------------- | ------------ |
| Grande Slam (0)      |                       |              |
| Ori Olimpici (0)     |                       |              |
| WTA Finals (0)       |                       |              |
| WTA Elite Trophy (0) |                       |              |
| Prima del 2009       | Dal 2009 al 2020      | Dal 2021     |
| Tier I (0)           | Premier Mandatory (0) | WTA 1000 (0) |
| Tier II (0)          | Premier 5 (0)         | WTA 1000 (0) |
| Tier III (0)         | Premier (1)           | WTA 500 (0)  |
| Tier IV (2)          | International (6)     | WTA 250 (0)  |
| Tier V (0)           | International (6)     | WTA 250 (0)  |

| N. | Data             | Torneo                                  | Superficie  | Avversaria in finale      | Punteggio        |
| 1. | 15 luglio 2008   | Palermo Ladies Open, Palermo            | Terra rossa | Marija Korytceva          | 6–2, 6–3         |
| 2. | 27 luglio 2008   | Slovenia Open, Portorose                | Cemento     | Anabel Medina Garrigues   | 6–3, 6–3         |
| 3. | 3 marzo 2012     | Abierto Mexicano de Tenis, Acapulco     | Terra rossa | Flavia Pennetta           | 5–7, 7–6(2), 6–0 |
| 4. | 15 aprile 2012   | Barcelona Ladies Open, Barcellona       | Terra rossa | Dominika Cibulková        | 6–2, 6–2         |
| 5. | 5 maggio 2012    | Hungarian Grand Prix, Budapest          | Terra rossa | Elena Vesnina             | 7–5, 6–4         |
| 6. | 15 luglio 2012   | Palermo Ladies Open, Palermo (2)        | Terra rossa | Barbora Strýcová          | 6–1, 6–3         |
| 7. | 3 marzo 2013     | Abierto Mexicano de Tenis, Acapulco (2) | Terra rossa | Carla Suárez Navarro      | 6–0, 6–4         |
| 8. | 22 febbraio 2015 | Rio Open, Rio de Janeiro                | Terra rossa | Anna Karolína Schmiedlová | 7–6(2), 6–1      |
| 9. | 20 febbraio 2016 | Dubai Tennis Championships, Dubai       | Cemento     | Barbora Strýcová          | 6–0, 6–2         |

#### Sconfitte (10)
| Legenda               | Legenda      |
| --------------------- | ------------ |
| Grande Slam (1)       |              |
| Argenti Olimpici (0)  |              |
| WTA Finals (0)        |              |
| WTA Elite Trophy (0)  |              |
| Dal 2009 al 2020      | Dal 2021     |
| Premier Mandatory (0) | WTA 1000 (0) |
| Premier 5 (1)         | WTA 1000 (0) |
| Premier (3)           | WTA 500 (0)  |
| International (5)     | WTA 250 (0)  |

| N.  | Data             | Torneo                            | Superficie  | Avversario in finale     | Punteggio        |
| 1.  | 19 luglio 2009   | Palermo Ladies Open, Palermo      | Terra rossa | Flavia Pennetta          | 1–6, 2–6         |
| 2.  | 26 luglio 2009   | Slovenia Open, Portorose          | Cemento     | Dinara Safina            | 7–6(5), 1–6, 5–7 |
| 3.  | 13 febbraio 2011 | Pattaya Open, Pattaya             | Cemento     | Daniela Hantuchová       | 0–6, 2–6         |
| 4.  | 9 giugno 2012    | Open di Francia, Parigi           | Terra rossa | Marija Šarapova          | 3–6, 2–6         |
| 5.  | 3 febbraio 2013  | Open GDF Suez, Parigi             | Cemento (i) | Mona Barthel             | 5–7, 6(4)–7      |
| 6.  | 23 febbraio 2013 | Dubai Tennis Championships, Dubai | Cemento     | Petra Kvitová            | 2–6, 6–1, 1–6    |
| 7.  | 14 luglio 2013   | Palermo Ladies Open, Palermo (2)  | Terra rossa | Roberta Vinci            | 3–6, 6–3, 3–6    |
| 8.  | 2 febbraio 2014  | Open GDF Suez, Parigi (2)         | Cemento (i) | Anastasija Pavljučenkova | 6–3, 2–6, 3–6    |
| 9.  | 18 maggio 2014   | Internazionali d'Italia, Roma     | Terra rossa | Serena Williams          | 3–6, 0–6         |
| 10. | 19 luglio 2015   | Bucarest Open, Bucarest           | Terra rossa | Anna Schmiedlová         | 6(3)–7, 3–6      |

### Doppio

#### Vittorie (35)
| Legenda              | Legenda               | Legenda      |
| -------------------- | --------------------- | ------------ |
| Grande Slam (6)      |                       |              |
| Ori Olimpici (1)     |                       |              |
| WTA Finals (0)       |                       |              |
| WTA Elite Trophy (0) |                       |              |
| Prima del 2009       | Dal 2009 al 2020      | Dal 2021     |
| Tier I (0)           | Premier Mandatory (2) | WTA 1000 (4) |
| Tier II (0)          | Premier 5 (3)         | WTA 1000 (4) |
| Tier III (0)         | Premier (2)           | WTA 500 (1)  |
| Tier IV (1)          | International (14)    | WTA 250 (1)  |
| Tier V (0)           | International (14)    | WTA 250 (1)  |

| N.  | Data             | Torneo                                | Superficie      | Compagna               | Avversarie in finale                          | Punteggio           |
| 1.  | 13 luglio 2008   | Palermo Ladies Open, Palermo          | Terra rossa     | Nuria Llagostera Vives | Alla Kudrjavceva Anastasija Pavljučenkova     | 2–6, 7–6(1), [10–4] |
| 2.  | 20 giugno 2009   | Rosmalen Open, 's-Hertogenbosch       | Erba            | Flavia Pennetta        | Michaëlla Krajicek Yanina Wickmayer           | 6–4, 5–7, [13–11]   |
| 3.  | 11 aprile 2010   | Andalucia Tennis Experience, Marbella | Terra rossa     | Roberta Vinci          | Marija Kondratieva Jaroslava Švedova          | 6–4, 6–2            |
| 4.  | 17 aprile 2010   | Barcelona Ladies Open, Barcellona     | Terra rossa     | Roberta Vinci          | Timea Bacsinszky Tathiana Garbin              | 6–1, 3–6, [10–2]    |
| 5.  | 18 luglio 2010   | Palermo Ladies Open, Palermo (2)      | Terra rossa     | Alberta Brianti        | Jill Craybas Julia Görges                     | 6–4, 6–1            |
| 6.  | 15 gennaio 2011  | Hobart International, Hobart          | Cemento         | Roberta Vinci          | Kateryna Bondarenko Līga Dekmeijere           | 6–3, 7–5            |
| 7.  | 13 febbraio 2011 | Pattaya Open, Pattaya                 | Cemento         | Roberta Vinci          | Sun Shengnan Zheng Jie                        | 3–6, 6–3, [10–5]    |
| 8.  | 17 luglio 2011   | Palermo Ladies Open, Palermo (3)      | Terra rossa     | Roberta Vinci          | Andrea Hlaváčková Klára Zakopalová            | 7–5, 6–1            |
| 9.  | 26 febbraio 2012 | Monterrey Open, Monterrey             | Cemento         | Roberta Vinci          | Kimiko Date-Krumm Zhang Shuai                 | 6–2, 7–6(6)         |
| 10. | 3 marzo 2012     | Abierto Mexicano de Tenis, Acapulco   | Terra rossa     | Roberta Vinci          | Lourdes Domínguez Lino Arantxa Parra Santonja | 6–2, 6–1            |
| 11. | 15 aprile 2012   | Barcelona Ladies Open, Barcellona (2) | Terra rossa     | Roberta Vinci          | Flavia Pennetta Francesca Schiavone           | 6–0, 6–2            |
| 12. | 12 maggio 2012   | Madrid Open, Madrid                   | Terra blu       | Roberta Vinci          | Ekaterina Makarova Elena Vesnina              | 6–1, 3–6, [10–4]    |
| 13. | 20 maggio 2012   | Internazionali d'Italia, Roma         | Terra rossa     | Roberta Vinci          | Ekaterina Makarova Elena Vesnina              | 6–2, 7–5            |
| 14. | 8 giugno 2012    | Open di Francia, Parigi               | Terra rossa     | Roberta Vinci          | Marija Kirilenko Nadia Petrova                | 4–6, 6–4, 6–2       |
| 15. | 23 giugno 2012   | Rosmalen Open, 's-Hertogenbosch (2)   | Erba            | Roberta Vinci          | Marija Kirilenko Nadia Petrova                | 6–4, 3–6, [11–9]    |
| 16. | 9 settembre 2012 | US Open, New York                     | Cemento         | Roberta Vinci          | Andrea Hlaváčková Lucie Hradecká              | 6–4, 6–2            |
| 17. | 25 gennaio 2013  | Australian Open, Melbourne            | Cemento         | Roberta Vinci          | Ashleigh Barty Casey Dellacqua                | 6–2, 3–6, 6–2       |
| 18. | 3 febbraio 2013  | Open GDF Suez, Parigi                 | Cemento (i)     | Roberta Vinci          | Andrea Hlaváčková Liezel Huber                | 6–1, 6–1            |
| 19. | 17 febbraio 2013 | Qatar Ladies Open, Doha               | Cemento         | Roberta Vinci          | Nadia Petrova Katarina Srebotnik              | 2–6, 6–3, [10–6]    |
| 20. | 24 gennaio 2014  | Australian Open, Melbourne (2)        | Cemento         | Roberta Vinci          | Elena Vesnina Ekaterina Makarova              | 6–4, 3–6, 7–5       |
| 21. | 27 aprile 2014   | Stuttgart Open, Stoccarda             | Terra rossa (i) | Roberta Vinci          | Cara Black Sania Mirza                        | 6–2, 6–3            |
| 22. | 10 maggio 2014   | Madrid Open, Madrid (2)               | Terra rossa     | Roberta Vinci          | Garbiñe Muguruza Carla Suárez Navarro         | 6–4, 6–3            |
| 23. | 5 luglio 2014    | Torneo di Wimbledon, Londra           | Erba            | Roberta Vinci          | Tímea Babos Kristina Mladenovic               | 6–1, 6–3            |
| 24. | 10 agosto 2014   | Canadian Open, Montréal               | Cemento         | Roberta Vinci          | Cara Black Sania Mirza                        | 7–6(4), 6–3         |
| 25. | 10 gennaio 2015  | ASB Classic, Auckland                 | Cemento         | Roberta Vinci          | Shūko Aoyama Renata Voráčová                  | 6–2, 6–1            |
| 26. | 15 ottobre 2017  | Tianjin Open, Tianjin                 | Cemento         | Irina-Camelia Begu     | Dalila Jakupovič Nina Stojanović              | 6–4, 6–3            |
| 27. | 7 gennaio 2018   | ASB Classic, Auckland (2)             | Cemento         | Bibiane Schoofs        | Eri Hozumi Miyu Katō                          | 7–5, 6–1            |
| 28. | 21 ottobre 2023  | Jasmin Open, Monastir                 | Cemento         | Jasmine Paolini        | Mai Hontama Natalija Stevanović               | 2–6, 7–6(4), [10–6] |
| 29. | 4 febbraio 2024  | Austria Ladies Linz, Linz             | Cemento (i)     | Jasmine Paolini        | Nicole Melichar-Martinez Ellen Perez          | 7–5, 4–6, [10–7]    |
| 30. | 19 maggio 2024   | Internazionali d'Italia, Roma (2)     | Terra rossa     | Jasmine Paolini        | Coco Gauff Erin Routliffe                     | 6–3, 4–6, [10–8]    |
| 31. | 4 agosto 2024    | Giochi Olimpici, Parigi               | Terra rossa     | Jasmine Paolini        | Mirra Andreeva Diana Šnajder                  | 2–6, 6–1, [10–7]    |
| 32. | 6 ottobre 2024   | China Open, Pechino                   | Cemento         | Jasmine Paolini        | Chan Hao-ching Veronika Kudermetova           | 6–4, 6–4            |
| 33. | 15 febbraio 2025 | Qatar Ladies Open, Doha (2)           | Cemento         | Jasmine Paolini        | Jiang Xinyu Wu Fang-hsien                     | 7–5, 7–6(10)        |
| 34. | 18 maggio 2025   | Internazionali d'Italia, Roma (3)     | Terra rossa     | Jasmine Paolini        | Elise Mertens Veronika Kudermetova            | 6–4, 7–5            |
| 35. | 8 giugno 2025    | Open di Francia, Parigi (2)           | Terra rossa     | Jasmine Paolini        | Anna Danilina Aleksandra Krunić               | 6–4, 2–6, 6–1       |

#### Sconfitte (17)
| Legenda               | Legenda      |
| --------------------- | ------------ |
| Grande Slam (4)       |              |
| Argenti Olimpici (0)  |              |
| WTA Finals (0)        |              |
| WTA Elite Trophy (0)  |              |
| Dal 2009 al 2020      | Dal 2021     |
| Premier Mandatory (1) | WTA 1000 (0) |
| Premier 5 (3)         | WTA 1000 (0) |
| Premier (4)           | WTA 500 (1)  |
| International (3)     | WTA 250 (1)  |

| N.  | Data             | Torneo                                | Superficie  | Compagna                    | Avversarie in finale                          | Punteggio           |
| 1.  | 22 febbraio 2010 | Abierto Mexicano de Tenis, Acapulco   | Terra rossa | Roberta Vinci               | Polona Hercog Barbora Záhlavová-Strýcová      | 6–2, 1–6, [2–10]    |
| 2.  | 23 ottobre 2010  | Kremlin Cup, Mosca                    | Cemento (i) | María José Martínez Sánchez | Gisela Dulko Flavia Pennetta                  | 3–6, 6–2, [6–10]    |
| 3.  | 10 aprile 2011   | Andalucia Tennis Experience, Marbella | Terra rossa | Roberta Vinci               | Nuria Llagostera Vives Arantxa Parra Santonja | 6–3, 4–6, [5–10]    |
| 4.  | 12 giugno 2011   | Birmingham Classic, Birmingham        | Erba        | Roberta Vinci               | Vol'ha Havarcova Alla Kudrjavceva             | 6–1, 1–6, [5–10]    |
| 5.  | 27 agosto 2011   | New Haven Open, New Haven             | Cemento     | Roberta Vinci               | Chuang Chia-jung Vol'ha Havarcova             | 5–7, 2–6            |
| 6.  | 27 gennaio 2012  | Australian Open, Melbourne            | Cemento     | Roberta Vinci               | Svetlana Kuznecova Vera Zvonarëva             | 7–5, 4–6, 3–6       |
| 7.  | 1º aprile 2012   | Miami Open, Miami                     | Cemento     | Roberta Vinci               | Marija Kirilenko Nadia Petrova                | 6(0)–7, 6–4, [4–10] |
| 8.  | 11 gennaio 2013  | Sydney International, Sydney          | Cemento     | Roberta Vinci               | Nadia Petrova Katarina Srebotnik              | 3–6, 4–6            |
| 9   | 19 maggio 2013   | Internazionali d'Italia, Roma         | Terra rossa | Roberta Vinci               | Hsieh Su-wei Peng Shuai                       | 6–4, 3–6, [8–10]    |
| 10. | 9 giugno 2013    | Open di Francia, Parigi               | Terra rossa | Roberta Vinci               | Elena Vesnina Ekaterina Makarova              | 5–7, 2–6            |
| 11. | 11 gennaio 2014  | Sydney International, Sydney (2)      | Cemento     | Roberta Vinci               | Tímea Babos Lucie Šafářová                    | 5–7, 6–3, [8–10]    |
| 12. | 18 maggio 2014   | Internazionali d'Italia, Roma (2)     | Terra rossa | Roberta Vinci               | Květa Peschke Katarina Srebotnik              | 0–4 rit.            |
| 13. | 8 giugno 2014    | Open di Francia, Parigi (2)           | Terra rossa | Roberta Vinci               | Hsieh Su-wei Peng Shuai                       | 4–6, 1–6            |
| 14. | 27 febbraio 2016 | Qatar Ladies Open, Doha               | Cemento     | Carla Suárez Navarro        | Chan Hao-ching Chan Yung-jan                  | 3–6, 3–6            |
| 15. | 9 gennaio 2022   | Melbourne Summer Set, Melbourne       | Cemento     | Jasmine Paolini             | Asia Muhammad Jessica Pegula                  | 3–6, 1–6            |
| 16. | 9 giugno 2024    | Open di Francia, Parigi (3)           | Terra rossa | Jasmine Paolini             | Coco Gauff Kateřina Siniaková                 | 6(5)–7, 3–6         |
| 17. | 22 giugno 2025   | German Open, Berlino                  | Erba        | Jasmine Paolini             | Tereza Mihalíková Olivia Nicholls             | 6-4, 2-6, [6-10]    |

### Doppio misto

#### Vittorie (3)
| Legenda                 |
| ----------------------- |
| Australian Open (0)     |
| Open di Francia (1)     |
| Torneo di Wimbledon (0) |
| US Open (1)             |
| Ori Olimpici (0)        |
| WTA 1000 (1)            |

| N. | Data             | Torneo                         | Superficie  | Compagno         | Avversari in finale              | Punteggio           |
| 1. | 5 settembre 2024 | US Open, New York              | Cemento     | Andrea Vavassori | Taylor Townsend Donald Young     | 7–6(0), 7–5         |
| 2. | 14 marzo 2025    | BNP Paribas Open, Indian Wells | Cemento     | Andrea Vavassori | Bethanie Mattek-Sands Mate Pavić | 6(3)–7, 6–3, [10-8] |
| 3. | 5 giugno 2025    | Open di Francia, Parigi        | Terra rossa | Andrea Vavassori | Taylor Townsend Evan King        | 6–4, 6–2            |

## Circuito WTA 125

### Singolare

#### Vittorie (2)
| N. | Data           | Torneo                                | Superficie  | Avversaria in finale | Punteggio        |
| 1. | 4 marzo 2018   | Indian Wells Challenger, Indian Wells | Cemento     | Kateryna Bondarenko  | 6–4, 6–2         |
| 2. | 10 luglio 2022 | Grand Est Open 88, Contrexéville      | Terra rossa | Dalma Gálfi          | 6–4, 1–6, 7–6(4) |

#### Sconfitte (3)
| N. | Data              | Torneo                                | Superficie  | Avversaria in finale   | Punteggio     |
| 1. | 19 giugno 2022    | Veneto Open, Gaiba                    | Erba        | Alison Van Uytvanck    | 4–6, 3–6      |
| 2. | 2 aprile 2023     | San Luis Potosí Open, San Luis Potosí | Terra rossa | Elisabetta Cocciaretto | 7–5, 4–6, 5–7 |
| 3. | 17 settembre 2023 | Țiriac Foundation Trophy, Bucarest    | Terra rossa | Astra Sharma           | 6–0, 5–7, 2–6 |

### Doppio

#### Vittorie (2)
| N. | Data             | Torneo                         | Superficie  | Compagna        | Avversarie in finale      | Punteggio        |
| 1. | 20 novembre 2022 | Argentina Open, Buenos Aires   | Terra rossa | Irina Bara      | Jang Su-jeong You Xiaodi  | 6–1, 7–5         |
| 2. | 25 novembre 2023 | MundoTenis Open, Florianópolis | Terra rossa | Léolia Jeanjean | Julia Lohoff Conny Perrin | 7–5, 3–6, [10–7] |

#### Sconfitte (1)
| N. | Data          | Torneo                             | Superficie | Compagna          | Avversarie in finale           | Punteggio |
| 1. | 16 marzo 2024 | Fifth Third Charleston, Charleston | Cemento    | Tereza Mihalíková | Olivia Gadecki Olivia Nicholls | 2–6, 1–6  |

## Fed Cup / Billie Jean King Cup

### Vittorie (4)
| N. | Data                | Torneo                       | Superficie  | Compagne                                                                | Avversarie in finale                                                                               | Punteggio |
| 1. | 7 e 8 novembre 2009 | Fed Cup, Reggio Calabria     | Terra rossa | Flavia Pennetta Francesca Schiavone Roberta Vinci                       | Alexa Glatch Liezel Huber Vania King Melanie Oudin                                                 | 4–0       |
| 2. | 7 e 8 novembre 2010 | Fed Cup, San Diego           | Cemento (i) | Flavia Pennetta Francesca Schiavone Roberta Vinci                       | Liezel Huber Bethanie Mattek-Sands Melanie Oudin Coco Vandeweghe                                   | 3–1       |
| 3. | 2 e 3 novembre 2013 | Fed Cup, Cagliari            | Terra rossa | Karin Knapp Flavia Pennetta Roberta Vinci                               | Margarita Gasparjan Irina Chromačëva Alisa Klejbanova Aleksandra Panova                            | 4–0       |
| 4. | 20 novembre 2024    | Billie Jean King Cup, Malaga | Cemento (i) | Lucia Bronzetti Elisabetta Cocciaretto Jasmine Paolini Martina Trevisan | Viktória Hrunčáková Renáta Jamrichová Tereza Mihalíková Anna Karolína Schmiedlová Rebecca Šramková | 2–0       |

## Statistiche ITF

### Singolare

#### Vittorie (5)
| Torneo $100.000 (0) |
| Torneo $80.000 (0)  |
| Torneo $75.000 (0)  |
| Torneo $60.000 (3)  |
| Torneo $50.000 (0)  |
| Torneo $40.000 (0)  |
| Torneo $25.000 (1)  |
| Torneo $15.000 (0)  |
| Torneo $10.000 (1)  |

| N. | Data             | Torneo                                                      | Superficie  | Avversaria in finale    | Punteggio |
| 1. | 27 febbraio 2005 | ITF Women's Circuit Melilla, Melilla                        | Cemento     | Lucia Jimenez-Almendros | 6–1, 6–4  |
| 2. | 3 giugno 2007    | Torneo Internazionale Femminile Città Di Galatina, Galatina | Terra rossa | Tina Schiechtl          | 6–1, 6–4  |
| 3. | 22 ottobre 2017  | Suzhou Ladies Open, Suzhou                                  | Cemento     | Guo Hanyu               | 6–1, 6–0  |
| 4. | 16 giugno 2019   | Torneo Internazionale Femminile Antico Tiro a Volo, Roma    | Terra rossa | Barbara Haas            | 6–1, 6–4  |
| 5. | 5 marzo 2023     | Arcadia Women's Pro Open, Arcadia                           | Cemento     | Arantxa Rus             | w/o       |

#### Sconfitte (3)
| Torneo $100.000 (1) |
| Torneo $80.000 (0)  |
| Torneo $75.000 (0)  |
| Torneo $60.000 (1)  |
| Torneo $50.000 (1)  |
| Torneo $40.000 (0)  |
| Torneo $25.000 (0)  |
| Torneo $15.000 (0)  |
| Torneo $10.000 (0)  |

| N. | Data            | Torneo                                                      | Superficie  | Avversaria in finale   | Punteggio        |
| 1. | 8 luglio 2007   | International Country Cuneo, Cuneo                          | Terra rossa | María Emilia Salerni   | 6–3, 1–6, 6(6)–7 |
| 2. | 3 novembre 2019 | Centenario Open, Asunción                                   | Terra rossa | Elisabetta Cocciaretto | 1–6, 6–4, 0–6    |
| 3. | 29 ottobre 2023 | Torneig Internacional Els Gorchs, Les Franqueses del Vallès | Cemento     | Magdalena Fręch        | 5–7, 6–4, 4–6    |

### Doppio

#### Vittorie (7)
| Torneo $100.000 (0) |
| Torneo $80.000 (0)  |
| Torneo $75.000 (0)  |
| Torneo $60.000 (0)  |
| Torneo $50.000 (2)  |
| Torneo $40.000 (0)  |
| Torneo $25.000 (4)  |
| Torneo $15.000 (0)  |
| Torneo $10.000 (1)  |

| N. | Data             | Torneo                                                | Superficie    | Partner                     | Rivali in finale                        | Risultato        |
| 1. | 27 febbraio 2005 | ITF Women's Circuit Melilla, Melilla                  | Cemento       | María José Martínez Sánchez | Sun Shengnan Yang Shujing               | 6(2)–7, 6–0, 7–5 |
| 2. | 1º maggio 2005   | Torneo Internacional Ciutat de Torrent, Torrent       | Terra rossa   | Paula García                | Nuria Roig-Tost Gabriela Velasco-Andreu | 6(2)–7, 6–4, 6–2 |
| 3. | 22 ottobre 2005  | Internacionales de Andalucìa Femeninos, Siviglia      | Terra rossa   | María José Martínez Sánchez | Gabriela Niculescu Monica Niculescu     | 6–2, 7–6(5)      |
| 4. | 9 luglio 2006    | International Country Cuneo, Cuneo                    | Terra rossa   | Karin Knapp                 | Giulia Gatto-Monticone Dar'ja Kustova   | 6–3, 7–6(5)      |
| 5. | 28 gennaio 2007  | Internazionali della Franciacorta, Capriolo           | Sintetico (i) | Giulia Gabba                | Marija Korytceva Dar'ja Kustova         | 6–4, 7–5         |
| 6. | 1º aprile 2007   | Latina Women's Cup, Latina                            | Terra rossa   | Giulia Gabba                | Stéphanie Cohen-Aloro Selima Sfar       | 6–3, 1–6, 7–6(2) |
| 7. | 12 ottobre 2019  | Torneo Internacional Ct El Collao, Riba-roja de Túria | Terra rossa   | Lara Arruabarrena           | Marie Benoît Ioana Loredana Roșca       | 3–6, 6–4, [10–8] |

#### Sconfitte (4)
| Torneo $100.000 (0) |
| Torneo $80.000 (0)  |
| Torneo $75.000 (0)  |
| Torneo $60.000 (0)  |
| Torneo $50.000 (1)  |
| Torneo $40.000 (0)  |
| Torneo $25.000 (2)  |
| Torneo $15.000 (0)  |
| Torneo $10.000 (1)  |

| N. | Data           | Torneo                              | Superficie  | Partner               | Rivali in finale                        | Risultato |
| 1. | 11 maggio 2003 | Trofeo Città di Lecce, Lecce        | Terra rossa | Nancy Rustignoli      | Oana Elena Golimbioschi Lenka Šnajdrová | 3–6, rit. |
| 2. | 3 ottobre 2004 | Porto Open, Porto                   | Terra rossa | Joana Pangaio Pereira | Julija Bejhel'zymer Anousjka van Exel   | 5–7, 0–6  |
| 3. | 10 luglio 2005 | International Country Cuneo, Cuneo  | Terra rossa | Giulia Gabba          | Marija Korytceva Galina Voskoboeva      | 3–6, 5–7  |
| 4. | 12 marzo 2006  | Ciudad de Telde Trofeo Cblue, Telde | Terra rossa | Giulia Gabba          | Nina Bratčikova Alla Kudrjavceva        | 1–6, 1–6  |

## Risultati in progressione
| Sigla | Risultato               |
| ----- | ----------------------- |
| V     | Vincitore               |
| F     | Finalista               |
| SF    | Semifinalista           |
| O     | Oro olimpico            |
| A     | Argento olimpico        |
| SF    | Bronzo olimpico         |
| QF    | Quarti di Finale        |
| 4T    | Quarto turno            |
| 3T    | Terzo turno             |
| 2T    | Secondo turno           |
| 1T    | Primo turno             |
| RR    | Round Robin             |
| LQ    | Turno di qualificazione |
| A     | Assente                 |
| ND    | Non disputato           |

| Legenda superfici    |
| -------------------- |
| Cemento              |
| Terra battuta        |
| Erba                 |
| Superficie variabile |

| Torneo                         | 2007 | 2008 | 2009 | 2010 | 2011 | 2012 | 2013 | 2014 | 2015 | 2016 | 2017 | 2018 | 2019 | 2020 | 2021 | 2022 | 2023 | 2024 | Titoli | V-S   |
| ------------------------------ | ---- | ---- | ---- | ---- | ---- | ---- | ---- | ---- | ---- | ---- | ---- | ---- | ---- | ---- | ---- | ---- | ---- | ---- | ------ | ----- |
| Grande Slam                    |      |      |      |      |      |      |      |      |      |      |      |      |      |      |      |      |      |      |        |       |
| Australian Open, Melbourne     | A    | 1T   | 3T   | 3T   | 1T   | QF   | 1T   | 1T   | 3T   | 1T   | 2T   | Q3   | A    | Q1   | 3T   | Q1   | Q1   | 1T   | 0 / 12 | 13-12 |
| Roland Garros, Parigi          | A    | 1T   | 1T   | 1T   | 2T   | F    | SF   | QF   | QF   | 1T   | 2T   | 1T   | A    | 2T   | Q2   | Q2   | 2T   | 2T   | 0 / 14 | 24-14 |
| Wimbledon, Londra              | A    | 1T   | 2T   | 3T   | 2T   | 3T   | 1T   | 1T   | 2T   | 2T   | 1T   | A    | A    | ND   | Q1   | Q1   | 1T   | 1T   | 0 / 12 | 8–12  |
| US Open, New York              | 2T   | 2T   | 3T   | 3T   | 1T   | SF   | 2T   | QF   | 3T   | 1T   | A    | A    | A    | A    | 1T   | Q1   | Q1   | 3T   | 0 / 12 | 20–12 |
| Titoli                         | 0    | 0    | 0    | 0    | 0    | 0    | 0    | 0    | 0    | 0    | 0    | 0    | 0    | 0    | 0    | 0    | 0    | 0    | 0 / 50 | N/A   |
| Vittorie-Sconfitte             | 1–1  | 1–4  | 5–4  | 6–4  | 2–4  | 17–4 | 6-4  | 8-4  | 9-4  | 1-4  | 2-3  | 0-1  | N/A  | 1-1  | 2-2  | 0-0  | 1-2  | 3-4  |        | 65-50 |
| Tornei di fine anno            |      |      |      |      |      |      |      |      |      |      |      |      |      |      |      |      |      |      |        |       |
| WTA Tour Championships         | A    | A    | A    | A    | A    | RR   | RR   | A    | A    | A    | A    | A    | A    | ND   | A    | A    | A    | A    | 0 / 2  | 2-4   |
| Titoli                         | 0    | 0    | 0    | 0    | 0    | 0    | 0    | 0    | 0    | 0    | 0    | 0    | 0    | 0    | 0    | 0    | 0    | 0    | 0 / 2  | 0 / 2 |
| Vittorie-Sconfitte             | N/A  | N/A  | N/A  | N/A  | N/A  | 1-2  | 1-2  | N/A  | N/A  | N/A  | N/A  | N/A  | N/A  | N/A  | N/A  | N/A  | N/A  | N/A  | 0-0    | 2-4   |
| Tornei a squadre               |      |      |      |      |      |      |      |      |      |      |      |      |      |      |      |      |      |      |        |       |
| Fed Cup / Billie Jean King Cup | A    | QF   | V    | V    | SF   | SF   | V    | SF   | QF   | PO   | WG2  | WG2  | WG2  | A    | A    | A    | A    | V    | 4 / 7  | 18-6  |
| Giochi Olimpici                |      |      |      |      |      |      |      |      |      |      |      |      |      |      |      |      |      |      |        |       |
| Giochi Olimpici                | ND   | 1T   | ND   | ND   | ND   | 1T   | ND   | ND   | ND   | 3T   | ND   | ND   | ND   | ND   | 1T   | ND   | ND   | O    | 0 / 2  | 2–3   |
| WTA Premier Mandatory          |      |      |      |      |      |      |      |      |      |      |      |      |      |      |      |      |      |      |        |       |
| Indian Wells                   | A    | 1T   | 2T   | 3T   | 3T   | 1T   | QF   | 3T   | 3T   | 2T   | 2T   | A    | Q2   | ND   | A    | Q2   | Q2   | 1T   | 0 / 10 | 15-11 |
| Miami                          | A    | 3T   | 2T   | 3T   | 1T   | 2T   | QF   | 3T   | 4T   | 2T   | 2T   | A    | A    | ND   | Q1   | A    | Q1   | Q1   | 0 / 10 | 17–10 |
| Madrid                         | A    | A    | 1T   | 1T   | 2T   | 2T   | SF   | 3T   | 2T   | 1T   | 1Q   | 1T   | A    | ND   | A    | A    | 1T   | 2T   | 0 / 9  | 10-11 |
| Pechino                        | A    | A    | 2T   | 2T   | 1T   | 1T   | 3T   | 1T   | QF   | A    | A    | A    | A    | ND   | ND   | A    | A    | Q1   | 0 / 7  | 7–7   |
| WTA Premier 5                  |      |      |      |      |      |      |      |      |      |      |      |      |      |      |      |      |      |      |        |       |
| Doha / Dubai[1]                | A    | A    | A    | A    | A    | A    | QF   | QF   | A    | 2T   | A    | A    | A    | A    | A    | A    | A    | Q2   | 0 / 3  | 7–3   |
| Roma                           | A    | 3T   | 1T   | 1T   | 2T   | 2T   | SF   | F    | 2T   | 1T   | 1T   | 1T   | 1T   | Q1   | Q2   | A    | 1T   | 2T   | 0 / 11 | 15-13 |
| Canada                         | A    | A    | 1T   | A    | 1T   | A    | QF   | 1T   | SF   | 2T   | A    | A    | A    | ND   | A    | A    | A    | A    | 0 / 6  | 8–6   |
| Cincinnati                     | A    | A    | 1T   | 2T   | 2T   | 3T   | 3T   | 2T   | 1T   | 1T   | A    | A    | A    | A    | A    | A    | A    | Q1   | 0 / 8  | 7-8   |
| Tokyo                          | A    | A    | 1T   | 2T   | A    | QF   | 2T   | 1T   | A    | A    | A    | A    | A    | ND   | ND   | A    | A    | A    | 0 / 5  | 5-5   |
| WTA Premier                    |      |      |      |      |      |      |      |      |      |      |      |      |      |      |      |      |      |      |        |       |
| Parigi                         | A    | A    | A    | A    | A    | ND   | F    | F    | ND   | ND   | ND   | ND   | ND   | ND   | ND   | ND   | ND   | ND   | 0 / 2  | 8-2   |
| Sydney                         | A    | A    | 2T   | A    | A    | A    | QF   | QF   | 1T   | QF   | A    | A    | A    | ND   | ND   | A    | ND   | ND   | 0 / 5  | 7-5   |

Note
- 1 Il Dubai Tennis Championships e il Qatar Ladies Open di Doha si scambiano frequentemente lo status tra evento Premier ed evento Premier 5.

## Vittorie contro giocatrici top 10
| Stagione | 2012 | 2013 | 2014 | 2015 | Totale |
| -------- | ---- | ---- | ---- | ---- | ------ |
| Vittorie | 5    | 2    | 3    | 3    | 13     |

| #    | Giocatrice              | Ranking | Evento                           | Superficie      | Turno | Punteggio     |
| ---- | ----------------------- | ------- | -------------------------------- | --------------- | ----- | ------------- |
| 2012 |                         |         |                                  |                 |       |               |
| 1.   | Angelique Kerber        | 10      | Open di Francia, Parigi          | Terra rossa     | QF    | 6–3, 7–6(2)   |
| 2.   | Samantha Stosur         | 6       | Open di Francia, Parigi          | Terra rossa     | SF    | 7–5, 1–6, 6–3 |
| 3.   | Angelique Kerber (2)    | 6       | US Open, New York                | Cemento         | 4T    | 7–6(5), 6–3   |
| 4.   | Marion Bartoli          | 10      | Pan Pacific Open, Tokyo          | Cemento         | 3T    | 3–6, 6–2, 6–2 |
| 5.   | Samantha Stosur (2)     | 9       | WTA Tour Championships, Istanbul | Cemento (i)     | RR    | 6–3, 2–6, 6–0 |
| 2013 |                         |         |                                  |                 |       |               |
| 6.   | Agnieszka Radwańska     | 4       | Open di Francia, Parigi          | Terra rossa     | QF    | 6–4, 7–6(6)   |
| 7.   | Jelena Janković         | 8       | WTA Tour Championships, Istanbul | Cemento (i)     | RR    | 6–4, 6–4      |
| 2014 |                         |         |                                  |                 |       |               |
| 8.   | Li Na                   | 2       | Internazionali d'Italia, Roma    | Terra rossa     | QF    | 6–3, 4–6, 6–2 |
| 9.   | Jelena Janković (2)     | 8       | Internazionali d'Italia, Roma    | Terra rossa     | SF    | 6–3, 7–5      |
| 10.  | Jelena Janković (3)     | 7       | Open di Francia, Parigi          | Terra rossa     | 4T    | 7–6(5), 6–2   |
| 2015 |                         |         |                                  |                 |       |               |
| 11.  | Agnieszka Radwańska (2) | 9       | Stuttgart Open, Stoccarda        | Terra rossa (i) | 1T    | 7–6(8), 6–4   |
| 12.  | Andrea Petković         | 10      | Open di Francia, Parigi          | Terra rossa     | 3T    | 6–3, 6–3      |
| 13.  | Petra Kvitová           | 4       | China Open, Pechino              | Cemento         | 1T    | 7–5, 6–4      |

## Record nazionali
È l'unica tennista italiana ad:
- aver vinto complessivamente in singolare 687 incontri (aggiornato al 30 ottobre 2024),
- essere rimasta in Top 10 per 94 settimane consecutive,
- avere vinto 4 Tornei WTA nella stessa stagione (2012) Acapulco, Barcellona, Budapest e Palermo,
- avere chiuso la stagione in Top 10 per due anni consecutivi (2012/2013),
- essere stata testa di serie n.4 in un Torneo del Grande Slam (US Open 2013), eguagliata da Jasmine Paolini (Australian Open 2025 e Open di Francia 2025),
- avere giocato la finale sia in singolo che in doppio al Roland Garros nella stessa stagione (2012), eguagliata da Jasmine Paolini nel 2024,
- avere giocato 3 semifinali Grand Slam,
- avere giocato le WTA Finals sia in singolo che in doppio per due anni consecutivi (2012/2013),
- avere vinto due incontri in singolare alle WTA Finals,
- avere giocato la finale in singolo ed in doppio agli Internazionali d'Italia nella stessa stagione (2014), eguagliata da Jasmine Paolini nel 2025,
- avere giocato 72 finali WTA in carriera, fra singolo, doppio e doppio misto,
- avere vinto almeno un titolo WTA (singolo o doppio) per 11 anni consecutivamente,
- avere completato (in coppia con R. Vinci) il Grand Slam Career in doppio,
- aver completato il Career Golden Slam in doppio,
- avere vinto in carriera un montepremi di oltre 15.200.000$ (aggiornato al 19 settembre 2024),
- avere prima raggiunto, e poi vinto, due finali Slam in doppio misto insieme a un altro tennista italiano (Andrea Vavassori), per la precisione allo US Open 2024 e all'Open di Francia 2025
- avere vinto 28 incontri in Nazionale (Fed Cup, adesso Billie Jean King Cup), 16 in singolare e 12 in doppio (aggiornato al 19 novembre 2024),
- aver vinto complessivamente 7 tornei del Grande Slam.